# 센텀고등학교
센텀고등학교(센텀高等學校)는 대한민국 부산광역시 해운대구 재송동에 위치한 공립 고등학교이다.

## 학교 연혁
- 2007년 5월 17일 : 센텀고등학교 24학급 인가
- 2007년 9월 21일 : 센텀고등학교 특수학급 1학급 추가
- 2008년 3월 1일 : 초대 이영균 교장 취임
- 2010년 3월 1일 : 영어중점형 교과교실제 운영(3년)
- 2019년 3월 1일 : SW교육 선도학교 운영(2년)
- 2021년 12월 1일 : 고교학점제 환경구축(스튜디오, 공강학습실, 온라인수강실)
- 2022년 3월 1일 : 고교학점제 선도학교 운영(3년)
- 2024년 2월 7일 : 제14회 졸업식(졸업생 182명, 총 3,625명)
- 2024년 3월 1일 : 제8대 손태호 교장 취임
- 2024년 3월 4일 : 제17회 입학식(신입생 187명)

## 참고 자료
- 센텀고등학교 - 한국교육학술정보원 학교알리미